# Sankt Barbara im Mürztal
Sankt Barbara im Mürztal ist eine Marktgemeinde mit 6444 Einwohnern (Stand 1. Jänner 2024) im Gerichtsbezirk Mürzzuschlag und im politischen Bezirk Bruck-Mürzzuschlag in der Steiermark.

## Geografie

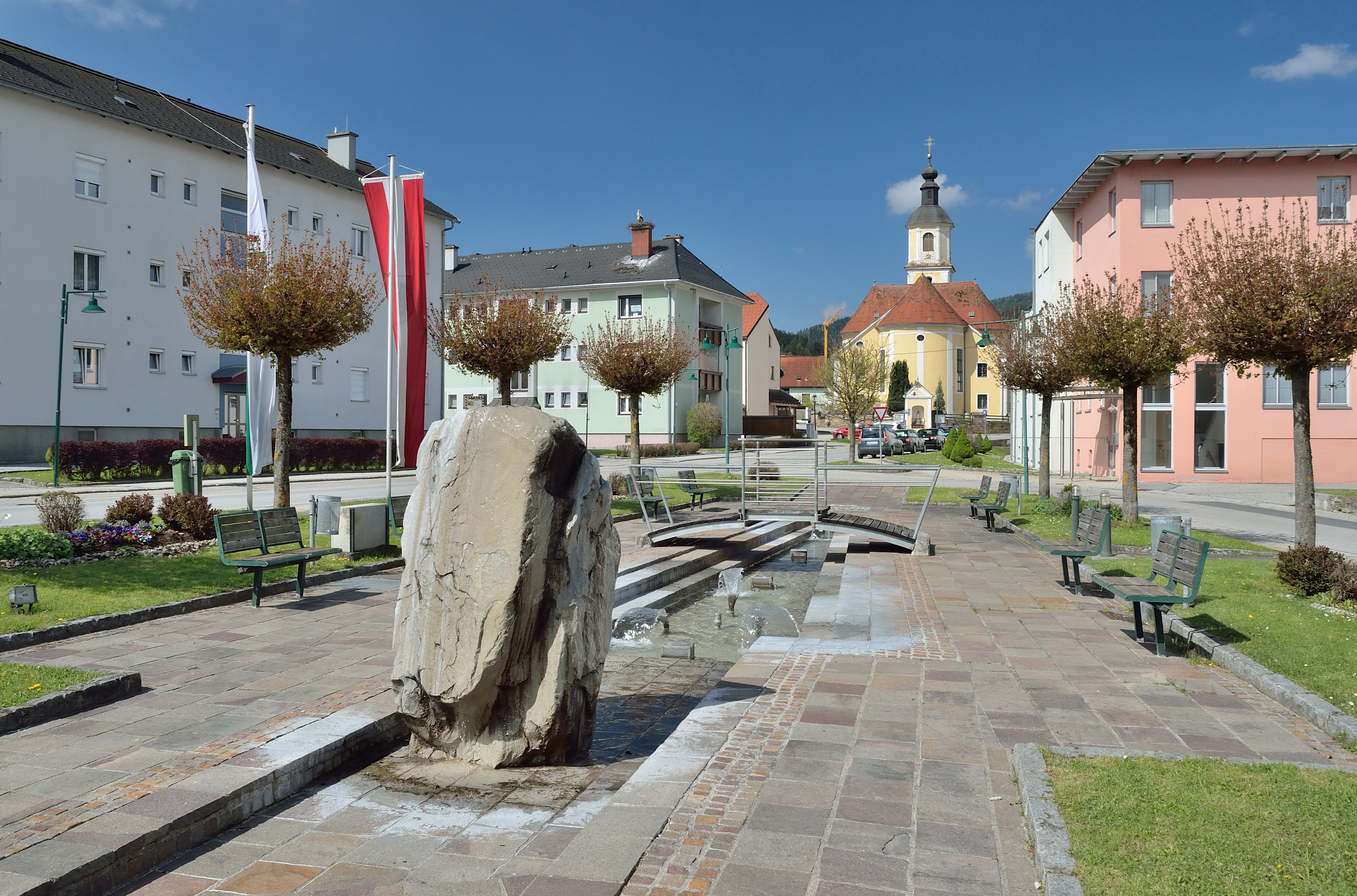
Wartberg im Mürztal

Das Zentrum im Ortsteil (und Sitz der Gemeindeverwaltung) Mitterdorf befindet sich auf einer Seehöhe von 587 m ü. A. St. Barbara im Mürztal liegt am Fluss Mürz. Das größte Nebengewässer ist die Veitsch, die in Mitterdorf in die Mürz mündet. Weitere, für den Ort bedeutende, Nebengewässer sind der Scheibsgrabenbach, der in Wartberg in die Mürz mündet, sowie der Sonnleitbach, der in Mitterdorf in die Mürz mündet.
Die höchste Erhebung der Gemeinde bildet der Gebirgsstock Hohe Veitsch, der mit einer Seehöhe von 1981 m ü. A. gleichzeitig eine natürliche Grenze im Westen bzw. Nordwesten der Gemeinde bildet. Im Westen befindet sich mit dem Pretalsattel (1069 m ü. A.) eine Verbindung in das Stübmingtal, Turnau sowie das Aflenzer Becken.
Im Osten und Südosten wird die Gemeinde von den Fischbacher Alpen begrenzt.

### Eingemeindungen
Die mit 1. Jänner 2015 neu gegründete Gemeinde entstand im Rahmen der Gemeindestrukturreform in der Steiermark aus dem Zusammenschluss von drei bis Ende 2014 selbständigen Gemeinden:
- Mitterdorf im Mürztal
- Veitsch
- Wartberg im Mürztal

Grundlage dafür war das Steiermärkische Gemeindestrukturreformgesetz – StGsrG.
In diesem einen Zusammenlegungsfall wurde kein Hauptteil einer der drei Altgemeinden als neuer Gemeindename verwendet, sondern nur der Namenszusatz „im Mürztal“. Die neue Gemeinde ist nach der Schutzpatronin der Bergleute Barbara von Nikomedien benannt. Eine Barbarakirche wurde schon 1986 im heutigen Ortsteil Mitterdorf errichtet.

### Gemeindegliederung
Das Gemeindegebiet umfasst sieben Ortschaften (in Klammern Einwohnerzahl Stand 1. Jänner 2024):
- Großveitsch (807)
- Kleinveitsch (377)
- Lutschaun (447)
- Mitterdorf im Mürztal (1901)
- Niederaigen (583)
- Veitsch (368)
- Wartberg im Mürztal (1961)

Die Gemeinde besteht aus acht Katastralgemeinden (Fläche Stand 31. Dezember 2023)
- Großveitsch (3.766,9 ha)
- Kleinveitsch (3.421,2 ha)
- Lutschaun (379,24 ha)
- Mitterdorf (734,43 ha)
- Niederaigen (535,57 ha)
- Scheibsgraben (1.456,47 ha)
- Veitsch Dorf (57,18 ha)
- Wartberg (912,97 ha)

### Nachbargemeinden
| Mariazell | Neuberg an der Mürz                         | Neuberg an der Mürz |
| Turnau    | Kompassrose, die auf Nachbargemeinden zeigt | Krieglach           |
| Kindberg  | Stanz im Mürztal                            | Krieglach           |

## Kultur und Sehenswürdigkeiten
- Burgruine Lichtenegg
- Schloss Pichl

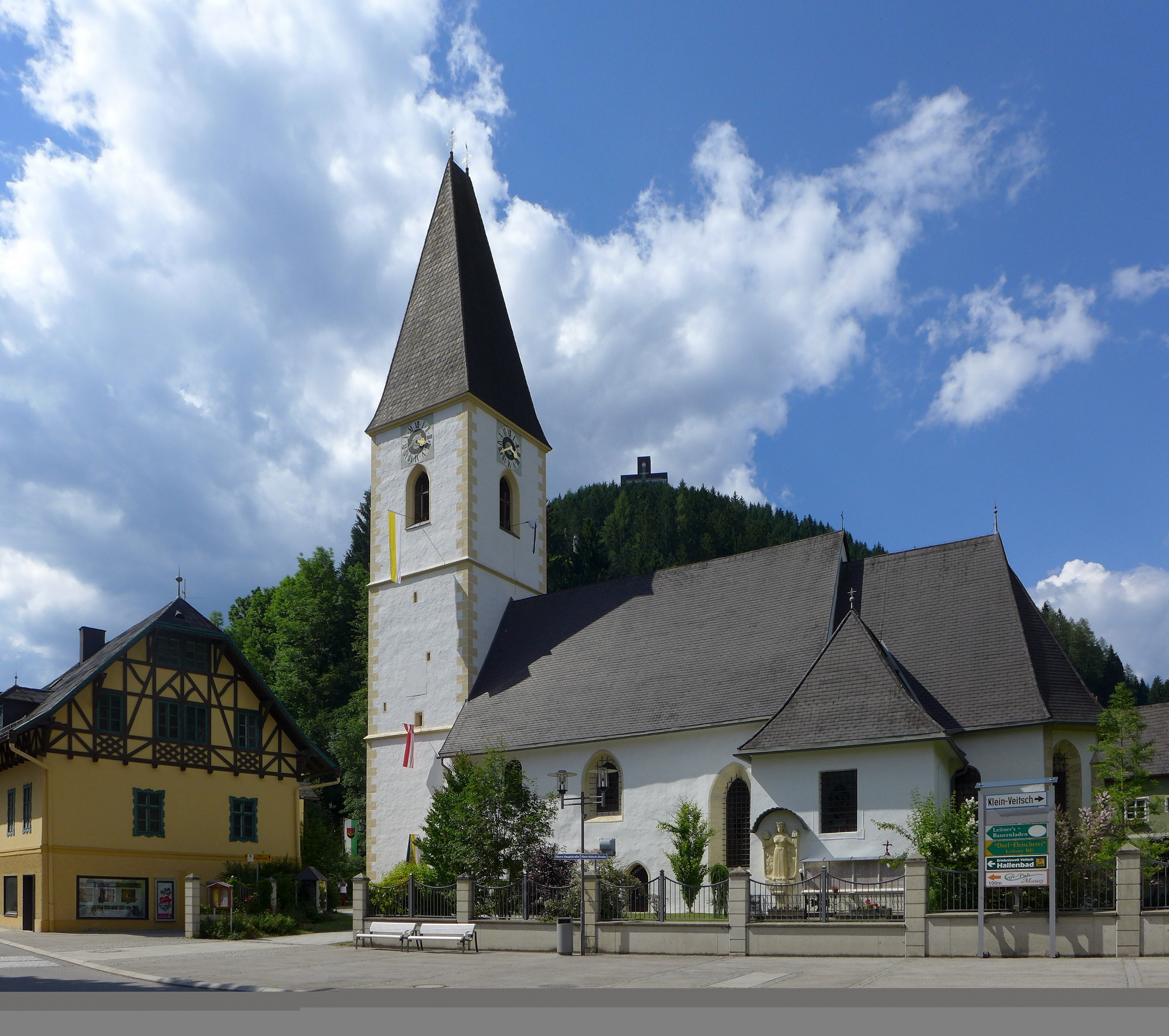
Pfarrkirche Veitsch

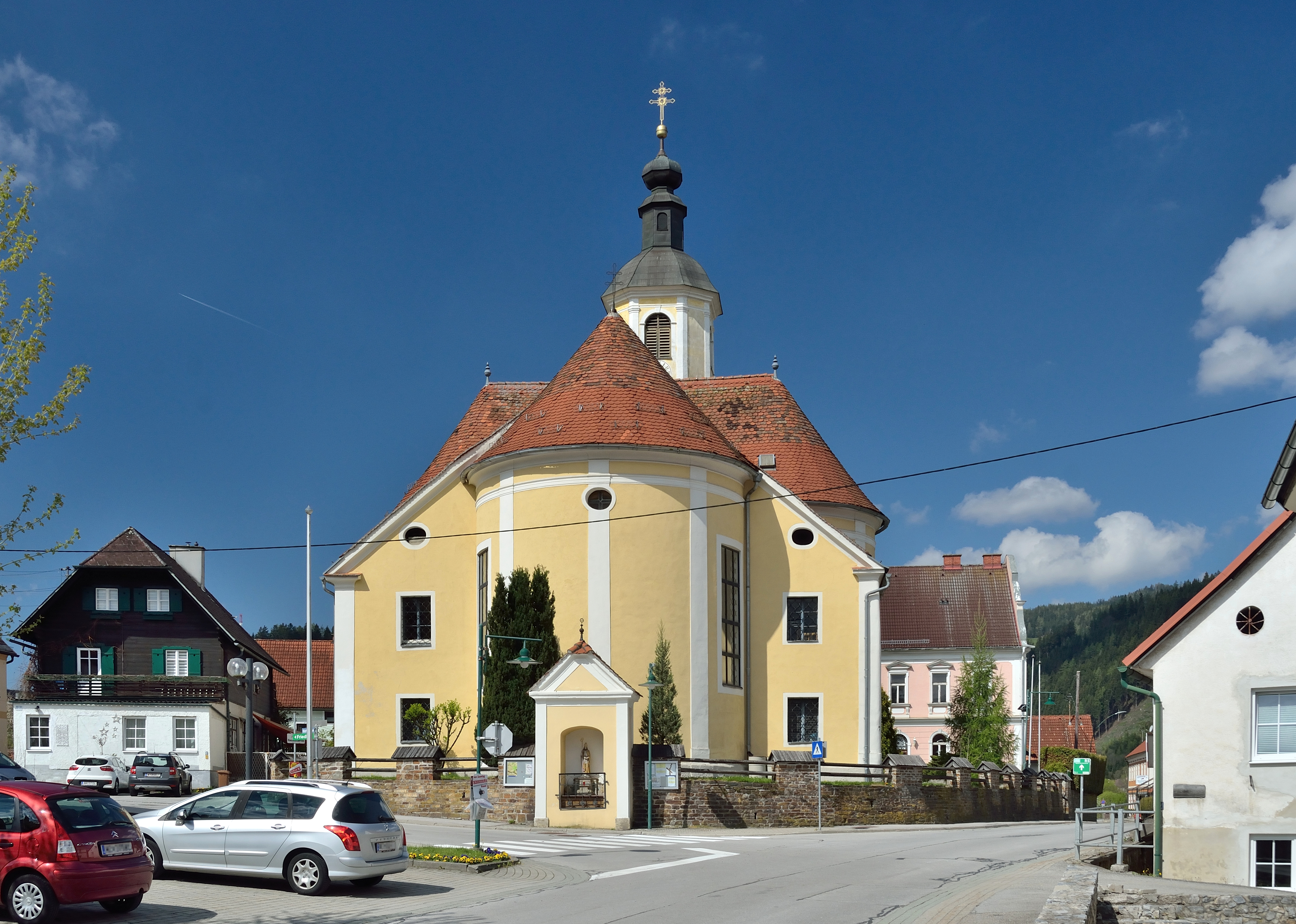
Pfarrkirche Wartberg im Mürztal

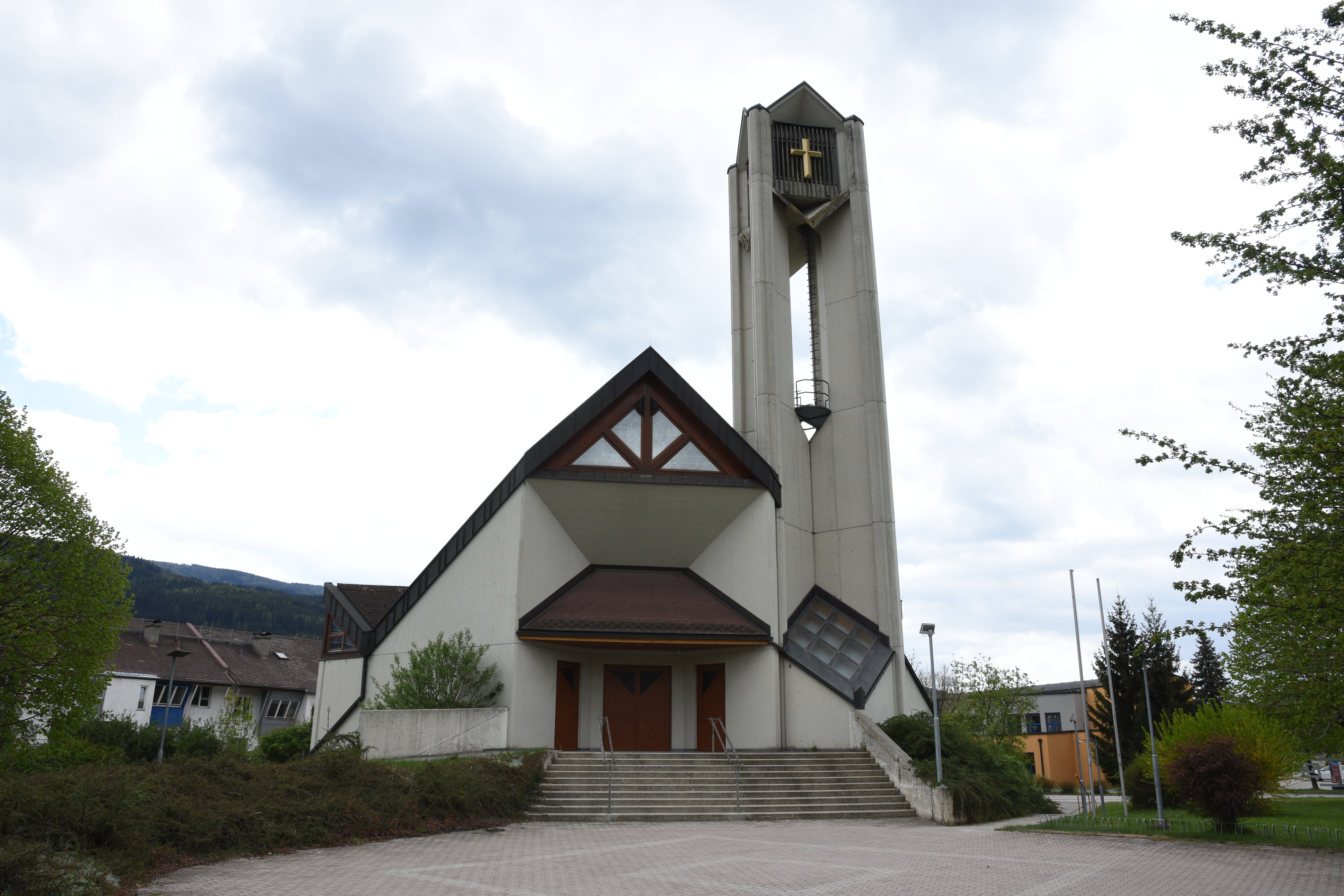
Filialkirche Sankt Barbara, Mitterdorf im Mürztal

- Katholische Pfarrkirche Veitsch hl. Veit
- Katholische Pfarrkirche Wartberg im Mürztal hl. Erhard
- Pilgerkreuz am Veitscher Ölberg: Ausgehend von der Pfarrkirche Veitsch gelangt man über einen Waldlehrpfad zum Pilgerkreuz am Veitscher Ölberg. Es wurde 2004 errichtet und stellt mit 40,6 m Höhe (bis 27 m Höhe innen begehbar) weltweit das größte seiner Art dar.[6]
- Holzknecht-Ball: Der Holzknechtball findet jährlich im Jänner, am ersten Freitag nach dem 6. Jänner (Dreikönigstag) statt und wird vom Trachtenverein D’Rauschkogler z’Veitsch[7] organisiert. Neben dem Oberlandlerball in Graz, oder dem Schützenball in Grundlsee stellt er steiermarkweit einen der wenigen verbliebenen traditionellen Trachtenbälle mit Auftanz dar. Im Rahmen dieses Balls wird auch der traditionelle Volkstanz Veitscher Masur[8] (von den Einheimischen auch als „Veitscher Ochsengalopp“ bezeichnet) im Laufe des Abends von zahlreichen Besuchern des Öfteren praktiziert.
- Der Ultra-Alpin-Marathon Veitscher Grenzstaffellauf,[9] einer der härtesten Alpinmarathons Österreichs, wird seit dem Jahr 1986 jährlich am letzten Samstag im Juni ausgetragen. Er führt über 54 km und 2200 Höhenmeter ausgehend vom Hallenbad entlang der Gemeindegrenzen über das Hochplateau der Hohen Veitsch zurück zum Ausgangspunkt. Top-Läufer benötigen knapp 4:30 Stunden für diese Distanz. Die Strecke kann auch als Dreier-Team (mit Abschnitten von 16,5 / 16,0 / 21,5 km) absolviert werden. Hier liegen die Siegerzeiten knapp unter 4:00 Stunden. 2013 wurden die Österreichischen Meisterschaften im Bergmarathon ausgetragen.[10]
- Mürztaler Landtage: Die größte, mehrtägige Landwirtschaftsmesse des Mürztals findet seit 2009 in Wartberg im Mürztal statt. Neben den Geräteschauen und Fachausstellungen im Bereich des landwirtschaftlichen Sektors wird den Gästen ein breites Rahmenprogramm in Form eines Vergnügungsparks und Konzerten verschiedener Genres geboten.

## Wirtschaft und Infrastruktur
Bergbau (Magnesit ab 1881), Herstellung von Feuerfestprodukten für Schmelzöfen, Stahlerzeugung und -verarbeitung haben lange Tradition und sind noch heute bedeutsam im Ort.
- RHI AG – Feuerfestwerkstoffe, mit Veitscher Magnesitwerken
- Vogel & Noot AG – Landmaschinen- und Heizgerätehersteller
- Breitenfeld AG – Edelstahlwerk
- Bien-Zenker – Fertighausbau

### Verkehr
Die Gemeinde liegt an der Südbahn und verfügt über zwei S-Bahnhaltstellen, welche von den ÖBB mit der Linie S9 befahren werden. Zusätzlich treffen am Bahnhof Mitterdorf-Veitsch Regionalexpress-Züge, S-Bahn-Züge sowie Post- und Gemeindebus aufeinander. Sankt Barbara ist über die Semmering Schnellstraße S 6 (Abfahrt „Mitterdorf“) erreichbar. Ferner ist der Ort über die L 102 Veitscherstraße von Turnau aus bzw. über die L 118 Semmering Begleitstraße von Kindberg und Krieglach aus erreichbar.
Die Mürztaler Verkehrs Gesellschaft (kurz MVG) wickelt den Gemeindebusbetrieb seit dem Fahrplanwechsel im Dezember 2015 für die damaligen Linien 185/186 ab. Seit 18. Juli 2016 besteht eine Citybuslinie, welche von Montag bis Freitag alle drei Ortsteile miteinander verbindet (Gemeindebus St. Barbara):
- Linie 85 | Großveitsch – Kleinveitsch – Dorf Veitsch – Mitterdorf – Wartberg.[11]

Unter anderem durchquert der Postbus die Gemeinde:
- Linie 180 | (Semmering) – Mürzzuschlag – Mitterdorf – Wartberg – Kindberg – (Bruck/Mur)[12]

Durch Mitterdorf verläuft mit dem steirischen Mariazellerweg eine bekannte Pilgerroute nach Mariazell.

### Bildung
- Musikmittelschule St. Barbara
- Landesberufsschule für Speditionskauffrau/ -mann und SpeditionslogistikerIn

## Politik

### Gemeinderat
Der Gemeinderat hat 25 Mitglieder.
- Gemeinderatswahlen in der Steiermark 2015: 12 SPÖ, 7 FPÖ, 4 ÖVP, 2 Liste für Alle.[13]
- Gemeinderatswahlen in der Steiermark 2020: 16 SPÖ, 4 FPÖ, 4 ÖVP, 1 KPÖ.[14]
- Gemeinderatswahlen in der Steiermark 2025: 12 SPÖ, 8 ÖVP, 5 FPÖ.[15]

### Bürgermeister
- 2015–2025 Jochen Jance (SPÖ)
- seit 2025 Arno Russ (ÖVP)[16]

### Wappen

Wappen der Vorgängergemeinden
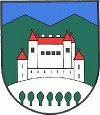
Mitterdorf im Mürztal
Veitsch
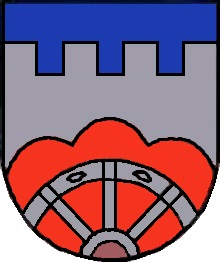
Wartberg im Mürztal

Alle Vorgängergemeinden hatten ein Gemeindewappen. Wegen der Gemeindezusammenlegung verloren diese mit 1. Jänner 2015 ihre offizielle Gültigkeit.
Die Neuverleihung des neuen Gemeindewappens für die Fusionsgemeinde erfolgte durch die Landesregierung mit Wirkung vom 5. Juli 2019.
Die Blasonierung (Wappenbeschreibung) lautet:
„In rotem Schild mit blauen, gezinnten und golden gesäumten Flanken in Gold die Figur der gekrönten heiligen Barbara in bodenlangem Gewand, mit der Linken auf ein Schwert gestützt und in der angewinkelten Rechten das Modell eines Turms haltend.“

## Persönlichkeiten
- Helmut Brenner (1957–2017), Musiker, Musikpädagoge, Musikwissenschaftler, Historiker und Universitätsdozent
- Maria Rebecca Helfgott (* 1974), Organistin, Musikwissenschaftlerin, Universitätslehrerin
- Carl Gustav Heraeus (1671–1725), deutscher Hofantiquar am Hof in Wien, Montanist, Gelehrter und Schriftsteller
- Johann Ritter von Kalchberg (1765–1827), österreichischer Schriftsteller, Historiker und Politiker
- Thomas Lechner (* 1985), österreichischer Fußballspieler
- Tom Lohner (* 1982), Grafikdesigner und freischaffender Künstler; hat Verwandte in der Veitsch
- Matthias Loibner (* 1969), Musiker und Komponist
- Albert Oberhofer (1925–2016), Universitätsprofessor und Rektor der Montanuniversität Leoben
- Franz Preihs (* 1978), Extremradsportler[18][19]
- Michael Schilhan (* 1964), Schauspieler, Opernregisseur und Theaterintendant
- David Schuller (* 1980), österreichischer Eishockeyspieler
- Günter Singer (* 1967), Filmproduzent, privater Sicherheits- und Militärunternehmer
- Karl Skala (1924–2006), Heimatdichter
- Anton Tautscher (1906–1976), Ökonom und Universitätsprofessor (Uni Graz)
- Richard Trenkwalder (1948–2015), Unternehmer und Fußballfunktionär
- Heimo Wiederhofer (* 1962), Jazzmusiker (Schlagzeug)